# No Reason 2 〜もっとオトコゴコロ〜
『No Reason 2 〜もっとオトコゴコロ〜』（ノー・リーズン2 もっとオトコゴコロ）は、髙橋真梨子のカバーアルバム。2010年5月12日にビクターエンタテインメント・インビテーションレーベルから発売された。

## 解説
『No Reason 〜オトコゴコロ〜』の続編で、邦楽男性歌手の楽曲のカバーを収録したアルバム。61歳2か月でのオリコンアルバムウィークチャート10位以内の快挙は女性ソロ最年長記録でそれまで持っていた自身の記録を更新した（現在、女性最年長記録は中島みゆきの71歳1か月）。

## 収録曲
1. 時間よ止まれ
矢沢永吉のカバー。
2. 空に星があるように
荒木一郎のカバー。
3. ブルー・シャトウ
ジャッキー吉川とブルーコメッツのカバー。
4. 人間の証明のテーマ
ジョー山中のカバー。
5. もう君がいない
FUNKY MONKEY BABYSのカバー。
6. ネグレスコ・ホテル
BOROのカバー。
7. 例えば君の事
斉藤和義のカバー。
8. マイレディー
郷ひろみのカバー。
9. 恋人
福山雅治のカバー。
10. ルビーの指環
寺尾聰のカバー。
11. 風のエオリア
徳永英明のカバー。
12. 鷲と鷹
石原裕次郎のカバー。
13. 奏(かなで)
スキマスイッチのカバー。

DVD（初回限定盤のみ）
1. JOHNNY GUITAR(2009/10/08 ZEPP TOKYO)
2. OH CAROL(2009/10/08 ZEPP TOKYO)